# Kossa Football Club
El Kossa Football Club es un club de fútbol de Islas Salomón de la ciudad de Honiara en Guadalcanal. Actualmente juega en la S-League de las Islas Salomón.
Durante la temporada 2006-07 obtuvieron el título en el Campeonato Nacional de Clubes de las Islas Salomón, superando en la final al Koloale FC. Ganar este título le dio la posibilidad de jugar la Liga de Campeones de la OFC 2007/08.

## Palmarés

### Torneos nacionales
- S-League (1): 2007.
- Liga de Fútbol de Honiara (1): 2009.